# 魁北克水電公司
魁北克水電公司（法語：Hydro-Québec）是一家总部位于加拿大魁北克省蒙特利尔的国有企业。成立于1944年4月14日。魁北克水電公司是加拿大最大的电力生产企业，下辖60座水电站，一座核电站和一座风能发电站。